# Antonio Basoli
Antonio Basoli (Castel Guelfo, 18 aprile 1774 – Bologna, 30 maggio 1843) è stato un pittore e incisore italiano esponente del neoclassicismo bolognese.

## Biografia

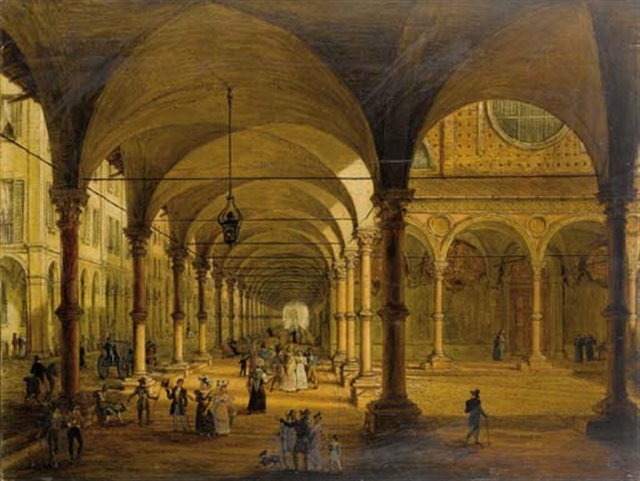
Il portico di S. Maria dei Servi, 1836

Originario di Castel Guelfo, bolognese d'adozione, era figlio di Lelio Andrea e Apollonia Fontana.
Fu pittore e decoratore d'interni, incisore e membro dell'Accademia delle Belle Arti di Bologna.
La sua formazione si è nutrita dell'interesse onnivoro e costante per le opere dell'arte classica, la letteratura classica e contemporanea, i repertori e le decorazioni, le incisioni di Piranesi.
I primi segreti dell'arte li prese da suo padre Lelio Andrea Basoli.

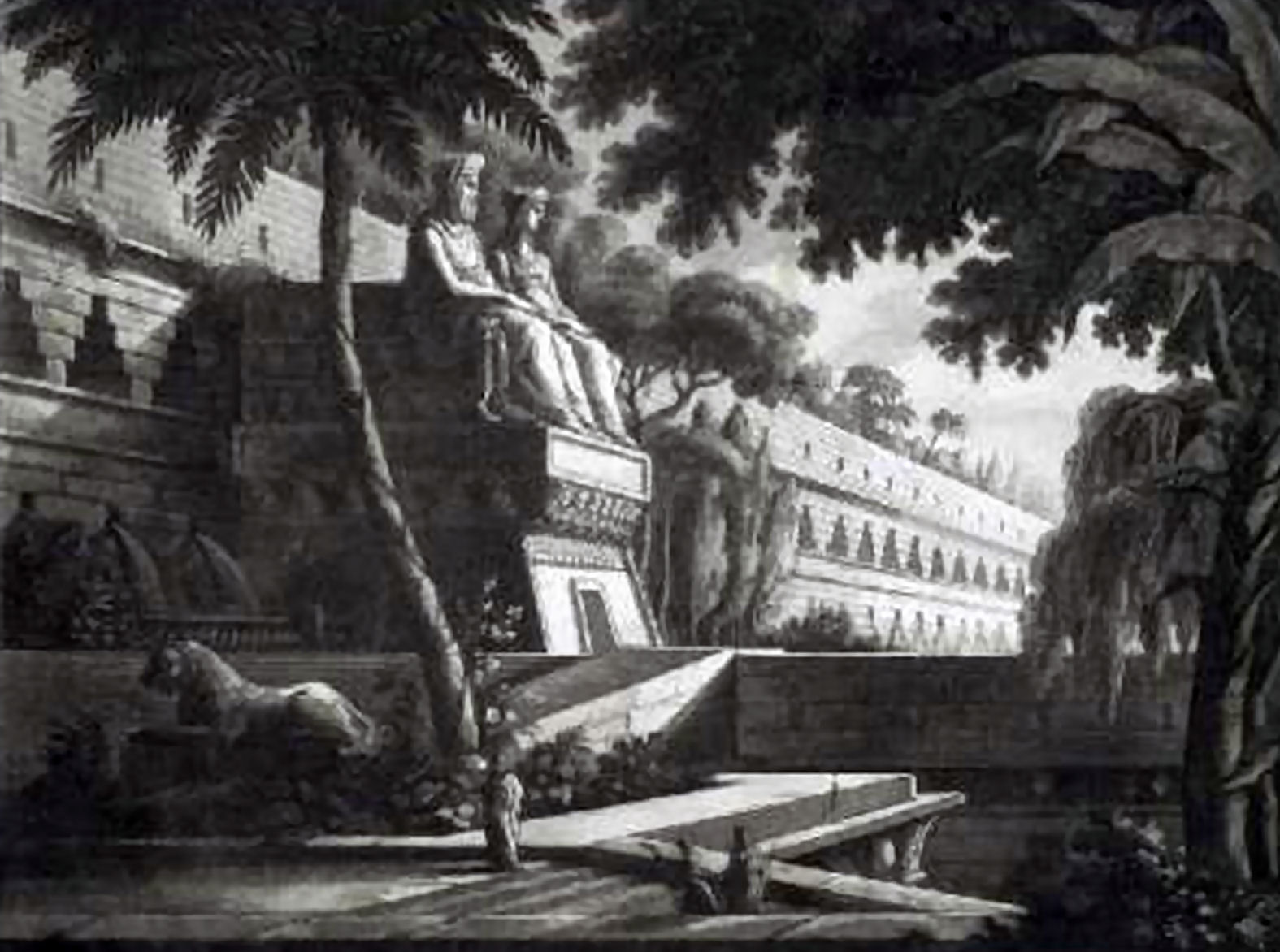
Scenografie per la Semiramide riconosciuta di Meyerbeer

Basoli, insieme con i fratelli Luigi e Francesco, operò come scenografo, decoratore, disegnatore di sipari, per vari teatri dell'area bolognese, il Marsigli Rossi, il Comunale, il Teatro del Corso e soprattutto il teatro Contavalli (1814); restano ormai poche tracce di queste sue opere, documentate tuttavia dalla ricca produzione di disegni, acquerelli e incisioni, tra le quali le acquatinte della Collezione di varie scene teatrali, realizzate dal 1821.
Decoratore eclettico, Basoli si cimentò in vari stili, dall'ornatismo bolognese, come la "stanza paese"  o la "tenda cispadana", decorazione di origine francese e di carattere militaresco che poi si muterà in "tenda civica"), al quadraturismo, alla pittura rococò alle grottesche, quest'ultime influenzato dal viaggio a Roma.
Gli anni dal 1818 agli anni Venti dell'Ottocento rappresentano gli anni della massima maturità artistica di Basoli in questo settore, con il viaggio a Milano e la visita alla "sala di Sanquirico", ossia lo studio del principale scenografo della Scala di Milano, cui Basoli si ispirò per la scenografia dell'Edipo re al Contavalli nel 1822, la rappresentazione di Semiramide riconosciuta nel 1820 e infine la pittura delle scene e del teatro dei Cavalieri dell'Unione di Santarcangelo di Romagna.
Suoi allievi furono Francesco Cocchi e Domenico Ferri.
Antonio Basoli è sepolto nel cimitero monumentale della Certosa di Bologna, nel pozzetto LXIV/1 del Chiostro V.

## Capolettera
Basoli disegnò innumerevoli capilettera. Essi furono utilizzati all'inizio di ogni capitolo de La storia infinita, il celeberrimo romanzo di Michael Ende.

## Opere principali

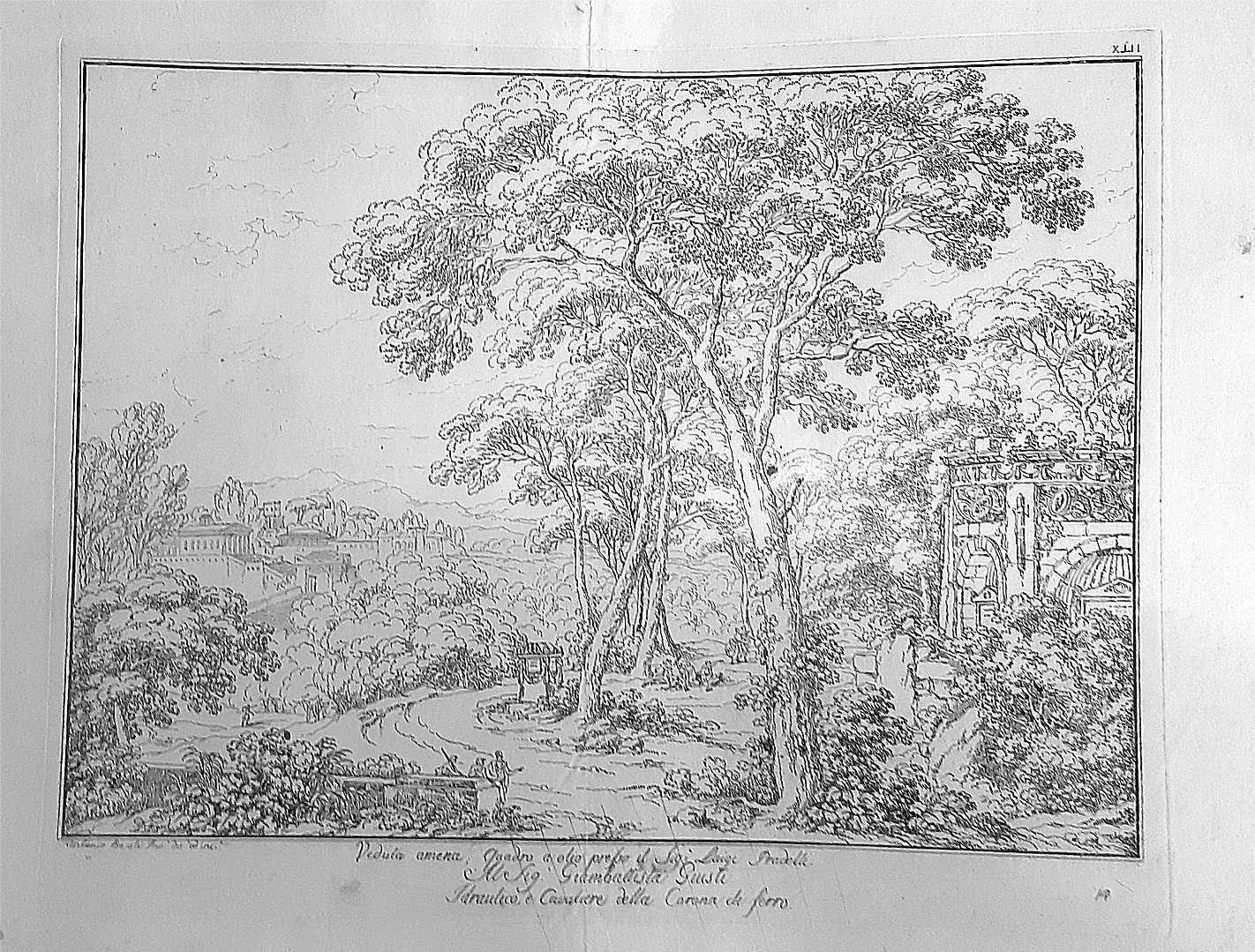
Tav.XLII Raccolta di Prospettive Serie, Rustiche, e di Paesaggio

- Palazzo Hercolani, in via Mazzini, 45 (oggi Strada Maggiore), Bologna - decorazioni di alcune camere del palazzo in collaborazione con il fratello[4]
- Raccolta di Prospettive Serie, Rustiche, e di Paesaggio (1810)
- Esemplare di elementi d'ornato che contiene lo studio della pianta d'Acanto, Bologna,  (1812)
- Vedute pittoresche della città di Bologna (1833)
- Alfabeto pittorico (1839)